# 中国青年出版总社
中国青年出版总社，簡稱中青总社，是一所中华人民共和国出版社，隶属于中国共产主义青年团中央委员会领导。

## 概述
中国青年出版总社组建于2003年12月，由中国青年出版社（成立于1950年1月，它的前身是青年出版社与开明书店）和中国青年杂志社（创刊于1923年10月）合并组成。社址在北京市东城区东四十二条21号。中国青年出版总社以青年为主要读者对象，办社宗旨是“启迪思想，传播知识，为青少年成长成才服务”。旗下有《中国青年》、《青年文摘》、《农村青年》、《青年文学》等杂志。

## 历任社长
- 皮钧（2016年6月至今）[7]

## 外部連結
- 中国青年出版总社